# Toujane

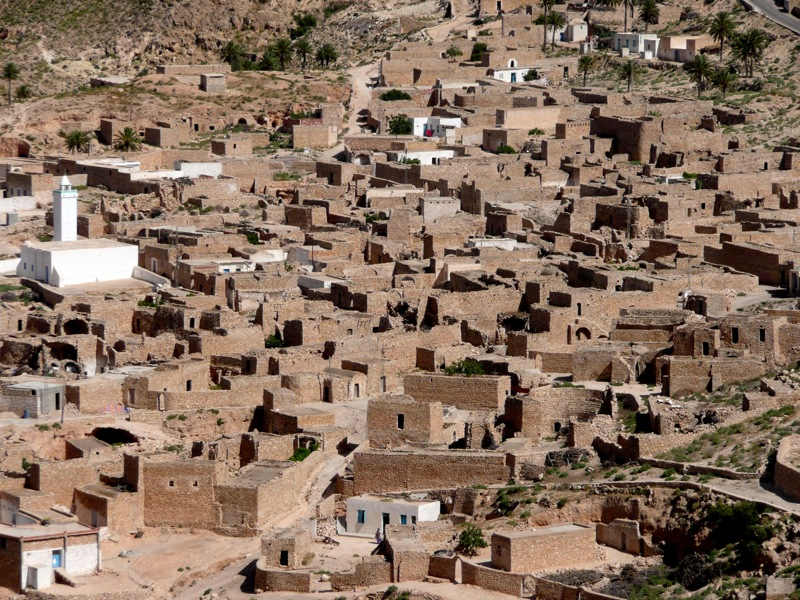
Vista del centro de la localidad.

Toujane (en árabe: توجان) es una localidad bereber situada en la gobernación de Gabes, en Matmata, cerca de Medenine, al sur de Túnez. Es recordada fundamentalmente por su importancia en la Segunda Guerra Mundial.
Enclavada en una zona montañosa, se encuentra dividida en dos partes por un valle.

## En la cultura popular
La localidad aparece en el videojuego de 2005 Call of Duty 2, tanto como una misión en la campaña para un jugador como en un mapa del multijugador. El juego presenta la misión "Retomar el terreno perdido" (Toujane, Túnez - 11 de marzo de 1943) y la posterior Batalla de la Línea Mareth.
Asimismo, fue el lugar donde se rodaron las escenas finales de la película La folle de Toujane, dirigida en 1974 por René Vautier.